# 星のオルフェウス
『星のオルフェウス』は、1979年公開のサンリオのアニメーション映画である。英題は『Winds of Change』
『小さなジャンボ』、『親子ねずみの不思議な旅』、『チリンの鈴』などで、アニメーション製作を手がけたサンリオ映画製作部が、アメリカ人のスタッフと合同で製作した劇場用アニメーション。実製作期間6年、原画数15万枚、制作費26億円、70mmフィルムで製作･公開された大作。併映は、『MAGIC CAPSULE Godiego』

## 解説
ギリシア神話の物語を5篇のオムニバスで綴った、アニメーション映画。

## 物語
太陽神アポロンの息子、パエトーンは、父の持つ炎の馬車を無断で持ち出し、乗り回すが、馬車は次第に暴走を始め、ついに大空の果てに燃え尽きてしまう。

## キャスト
- 中村正
- 小林清志
- 武藤礼子
- 穂積隆信
- 大平透

## スタッフ
- 製作：ウォルト・ディフェリア、テリー・萩須、津川弘
- 製作総指揮：辻信太郎
- 監修：吉田喜重
- 監督：増永隆
- 脚本・ナレーション：伊丹十三
- 音楽：アレック・コスタンティノス